# Womit hab’ ich das verdient?
Womit hab’ ich das verdient? ist ein Film des spanischen Regisseurs Pedro Almodóvar aus dem Jahr 1984.

## Handlung
Die Hausfrau Gloria, die mit ihrer Familie in einem Betonsilo in einem Madrider Vorort wohnt, führt ein erbärmliches Leben. Ihr Mann Antonio, der seiner ehemaligen Geliebten aus seiner Gastarbeiter-Zeit in Deutschland nachtrauert und deswegen ständig Lieder von Zarah Leander hört, behandelt sie schlecht, ihre Söhne dealen und gehen auf den Strich und ihre Schwiegermutter nörgelt an ihr herum.
Um das klägliche Gehalt ihres Mannes Antonio aufzubessern, putzt sie durch Vermittlung der Prostituierten Cristal bei dem erfolglosen Schriftsteller Lucas und dessen Frau Patricia. Lucas träumt davon, Hitler-Tagebücher zu fälschen, um das große Geld zu machen. Dabei soll Antonios ehemalige deutsche Geliebte helfen. Bei einem Streit mit Antonio erschlägt Gloria ihn versehentlich mit einer Schinkenkeule, weil er für das Treffen mit seiner Geliebten von Gloria ein frisch gebügeltes Hemd einfordert. Der einzige Zeuge dieser Tat ist die Eidechse ihrer Schwiegermutter.
Nach Antonios Tod droht die Familie vollends auseinanderzubrechen, da Glorias ältester Sohn mit seiner Großmutter aufs Land ziehen möchte. Die verlassene Gloria wird davon abgehalten, sich vom Balkon zu stürzen, weil ihr jüngster Sohn, den sie kurz vorher einem vermögenden Zahnarzt verkauft hat, zu ihr zurückkehrt.

## Rezeption
Für das Lexikon des internationalen Films des katholischen Filmdienstes ist Womit hab’ ich das verdient? eine „fragwürdige Mischung aus ‚schwarzer Komödie‘ und Melodram“, der „es aus Mangel an echter satirischer Sprengkraft nur unvollkommen [gelingt], auf den kausalen Zusammenhang von gesellschaftlichen Verfassungen und Emanzipationsproblemen hinzuweisen, zumal streckenweise ein pornografischer Einschlag vorherrscht.“ film.at bezeichnet Womit hab’ ich das verdient? als eine „provozierende Farce“. Für prisma.de ist Womit hab’ ich das verdient? „eine weitere groteske Komödie mit spritzigen Dialogen und bissigen Seitenhieben auf das soziale Elend in den Großstädten. Doch wie so oft bei Almodóvar-Filmen“ bliebe „dem Betrachter auch hier manchmal das Lachen im Halse stecken.“ Als „besonders gut“ wird „Carmen Maura in der Rolle einer weiblichen Dona Quixote“ hervorgehoben.
Cinema resümiert „Trotz Schwächen immer noch böse und komisch“

## Hintergrund
Der Film wurde in Berlin und Madrid gedreht. Er kam am 25. Oktober 1984 in die spanischen Kinos. Die deutschsprachige Erstaufführung war am 18. April 1991.